# Robert Skibniewski
Robert Skibniewski (ur. 19 lipca 1983 w Bielawie) – polski koszykarz, występujący na pozycji rozgrywającego, reprezentant Polski, po zakończeniu kariery zawodniczej trener koszykarski, od 2022 trener Weegree AZS-u Politechniki Opolskiej.

## Kariera klubowa
Mierzący 183 cm wzrostu koszykarz jest wychowankiem Luzu Bielawa. W 1999 trafił do juniorów Śląsk Wrocław. W seniorskiej drużynie debiutował w sezonie 2001/02 – kilka rozegranych wówczas w lidze spotkań przyniosło mu tytuł mistrza Polski. We Wrocławiu grał – także w Eurolidze – do 2006, kiedy to został koszykarzem Polpaku Świecie. Latem 2007 podpisał kontrakt z Turowem Zgorzelec, którego barwy reprezentował przez rok. Następnie powrócił do Śląska Wrocław, który w październiku 2008 wycofał się z ligi z przyczyn organizacyjno-finansowych. W latach 2008–2010 zawodnik czeskiej drużyny BK Prostějov, z którą zdobył wicemistrzostwo Czech oraz brązowy medal mistrzostw Czech (2009). W rozgrywkach ligi czeskiej pięciokrotnie wybrany graczem spotkania, głównie ze względu na liczbę podań.
W 2010 powrócił do polskiej ekstraklasy. Sezon 2010/2011 rozpoczął w barwach Anwilu Włocławek, by zakończyć go w Polpharmie Starogard Gdański. W następnym sezonie wrócił do Wrocławia, gdzie był czołową postacią reaktywowanego przez Przemysława Koelnera i miasto Wrocław, Śląska. Drużyna ta przestała istnieć po roku, gdyż nie dostała licencji na grę w sezonie 2012/2013.
We wrześniu 2012 podpisał kontrakt z AZS Koszalin, który został zerwany w trakcie sezonu. Popularny "Skiba" dokończył sezon w barwach Interu Bratysława, z którym zdobył mistrzostwo Słowacji.
Robert Skibniewski do sierpnia 2013 ponownie jest zawodnikiem Śląska Wrocław, który w sezonie 2012/2013 awansował do polskiej ekstraklasy. W lipcu 2015 został zawodnikiem Anwilu Włocławek. 8 grudnia 2016 roku został zawodnikiem zespołu King Szczecin.
4 sierpnia 2017 podpisał umowę z GTK Gliwice. 26 lutego 2018 zawarł kontrakt z PGE Turowem Zgorzelec. 20 sierpnia 2018 dołączył do I-ligowego FutureNet Śląska Wrocław.
26 września 2019 związał się z Timeout Polonią 1912 Leszno, występującą w I lidze. Kontrakt rozwiązano za porozumieniem stron 2 listopada 2019.

## Kariera w reprezentacji Polski

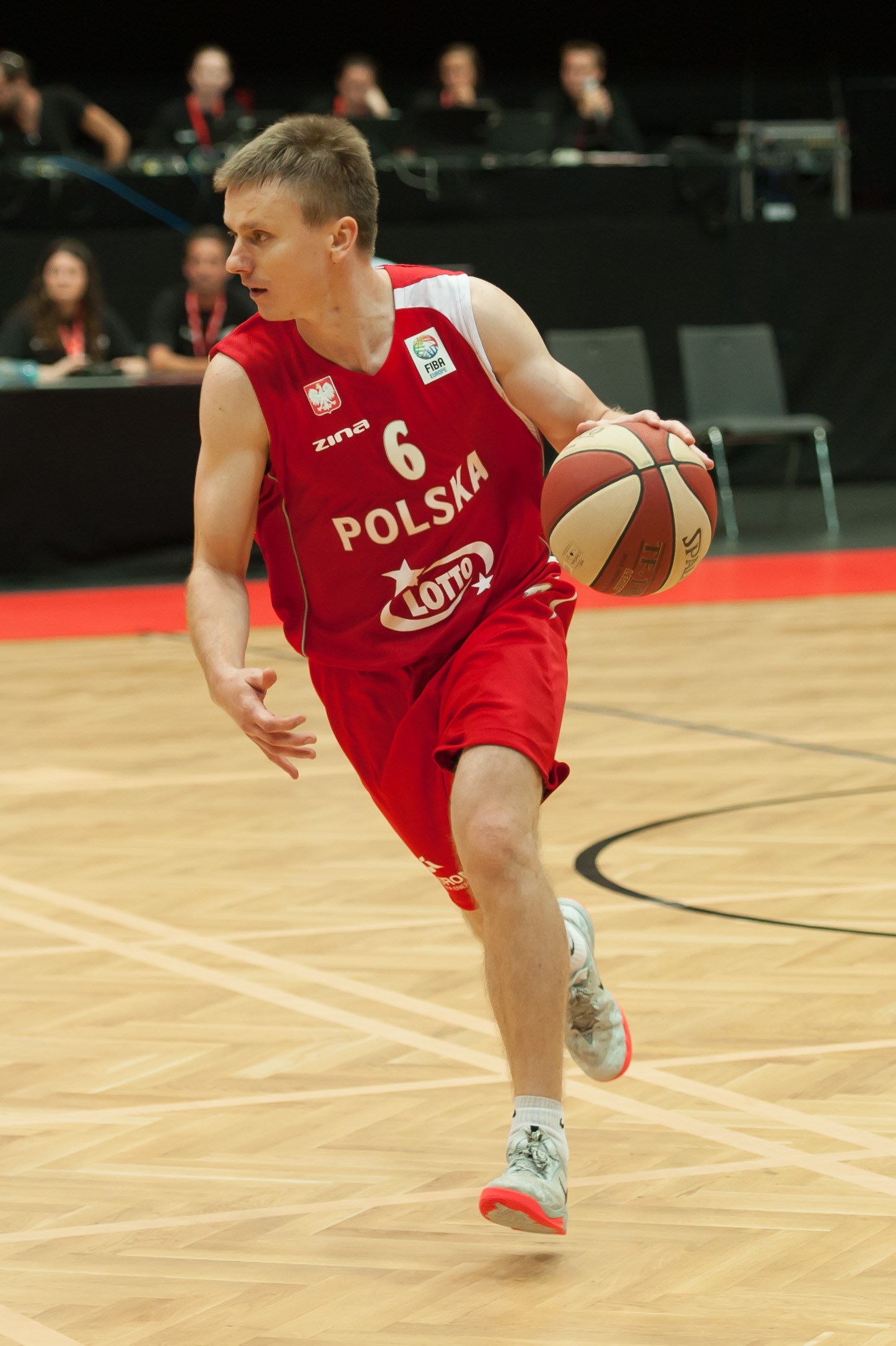
Robert Skibniewski 2014

Robert Skibniewski był członkiem seniorskiej reprezentacji Polski. Debiutował w niej w 2003. Brał udział w meczach eliminacyjnych oraz turnieju finałowym mistrzostw Europy w 2007, w mistrzostwach Europy w 2009 i 2011 oraz w meczach eliminacyjnych i turnieju finałowym mistrzostw Europy w 2015. W sumie w reprezentacji Polski rozegrał 94 mecze.

## Kariera trenerska
W sezonie 2019-2020 pełnił rolę asystenta Grzegorza Krzaka. W ostatnim meczu Play-Off pełnił rolę pierwszego trenera. W sezonie 2020/2021 został asystentem głównego trenera Alessandro Magro w MKS Dąbrowa Górnicza, PLK. W listopadzie tego samego roku przejął obowiązki głównego trenera Polpharmy Starogard Gdański. 20 maja 2021 objął etat trenera w czeskim zespole BK Readstone Ołomuniec. 19 listopada 2021 wrócił do Polski i  został asystentem głównego trenera Andreja Urlepa w Śląsku Wrocław z którym zdobył Mistrzostwo Polski. 6 czerwca 2022 został ogłoszony trenerem I-ligowej Weegree AZS Politechniki Opolskiej gdzie pracuje do dziś. 

## Osiągnięcia i wyróżnienia
Na podstawie, o ile nie zaznaczono inaczej.

### Drużynowe
- Mistrz:
  - Polski (2002)
  - Słowacji (2013)
- Wicemistrz:
  - Polski (2004, 2008)
  - Czech (2010)
- Brązowy medalista mistrzostw Czech (2009)
- 2-krotny zdobywca pucharu Polski (2011, 2014)
- Finalista superpucharu Polski (2014)
- Uczestnik rozgrywek Euroligi (2004)

### Indywidualne
- MVP turnieju finałowego o puchar Polski (2011)
- Uczestnik meczu gwiazd PLK (2005, 2007, 2012)[23]
- Zaliczony do:
  - II składu PLK (2012 przez dziennikarzy)[24]
  - III składu PLK (2011 przez dziennikarzy)[24]
- Lider PLK w asystach (2012)

### Reprezentacja
- 4-krotny uczestnik mistrzostw Europy (2007, 2009, 2011, 2015)

### Trenerskie
- Mistrzostwo Polski (2022¹)[25]

¹ – jako asystent trenera

## Statystyki
| Sezon     | Drużyna                           | M  | S5 | MPG  | FG%   | 3P%   | FT%   | RPG | APG | SPG | BPG | PPG  |
| --------- | --------------------------------- | -- | -- | ---- | ----- | ----- | ----- | --- | --- | --- | --- | ---- |
| 2003/2004 | Śląsk Wrocław (PLK)               | 28 | 0  | 8,4  | 39,1% | 34,3% | 77,8% | 0,5 | 1,1 | 0,3 | 0,0 | 2,6  |
| 2004/2005 | Śląsk Wrocław (PLK)               | 30 | 9  | 22,5 | 42,3% | 44,4% | 82,4% | 1,2 | 3,1 | 0,8 | 0,0 | 7,5  |
| 2005/2006 | Śląsk Wrocław (PLK)               | 29 | 14 | 22,9 | 36,6% | 33,0% | 67,6% | 1,3 | 2,3 | 1,2 | 0,0 | 5,9  |
| 2006/2007 | Polpak Świecie (PLK)              | 29 | 28 | 28,4 | 35,1% | 36,4% | 77,1% | 1,6 | 2,9 | 1,3 | 0,0 | 6,2  |
| 2007/2008 | Turów Zgorzelec (PLK)             | 28 | 3  | 8,8  | 24,0% | 25,0% | 90,0% | 0,3 | 0,7 | 0,4 | 0,0 | 1,5  |
| 2008/2009 | BK Prostějov (NBL)                | 28 |    | 25,9 | 37,0% | 30,4% | 83,9% | 1,6 | 4,8 | 1,5 | 0,0 | 6,0  |
| 2009/2010 | BK Prostějov (NBL)                | 43 |    | 18,9 | 41,5% | 44,1% | 79,1% | 1,6 | 2,9 | 1,0 | 0,0 | 6,0  |
| 2010/2011 | Anwil Włocławek (PLK)             | 2  | 0  | 14,1 | 16,7% | 0,0%  | 0,0%  | 1,0 | 0,5 | 0,5 | 0,0 | 1,0  |
| 2010/2011 | Polpharma Starogard Gdański (PLK) | 24 | 23 | 31,4 | 37,0% | 36,7% | 91,8% | 2,5 | 4,8 | 1,1 | 0,0 | 9,2  |
| 2011/2012 | Śląsk Wrocław (PLK)               | 43 | 43 | 35,2 | 41,7% | 32,9% | 81,1% | 3,2 | 7,2 | 1,5 | 0,0 | 11,4 |
| 2012/2013 | AZS Koszalin (PLK)                | 19 | 19 | 27,3 | 34,3% | 33,8% | 78,6% | 2,4 | 3,7 | 1,1 | 0,0 | 7,5  |
| 2012/2013 | Inter Bratysława                  | 3  |    | 25,7 | 31,3% | 25,0% | 75,0% | 2,0 | 6,0 | 1,7 | 0,0 | 5,0  |
| 2013/2014 | Śląsk Wrocław (PLK)               | 30 | 22 | 29,3 | 36,4% | 39,3% | 86,9% | 2,8 | 4,7 | 1,5 | 0,1 | 9,4  |
| 2014/2015 | Śląsk Wrocław (PLK)               | 20 | 19 | 24,4 | 33,3% | 25,0% | 83,3% | 1,6 | 3,6 | 1,0 | 0,1 | 5,4  |
| 2015/2016 | Anwil Włocławek (PLK)             | 39 | 18 | 22,3 | 37,9% | 31,2% | 79,3% | 1,9 | 3,3 | 0,8 | 0,0 | 6,7  |
| 2016/2017 | Anwil Włocławek (PLK)             | 9  | 4  | 21,0 | 37,5% | 24,1% | 90,9% | 1,2 | 3,4 | 0,8 | 0,0 | 5,9  |
| 2016/2017 | King Szczecin (PLK)               | 22 | 6  | 25,8 | 42,6% | 42,1% | 96,9% | 1,7 | 4,4 | 1,0 | 0,0 | 8,3  |
| 2017/2018 | GTK Gliwice (PLK)                 | 20 | 8  | 20,1 | 28,6% | 28,1% | 87,9% | 2,3 | 4,2 | 0,6 | 0,1 | 5,2  |
| 2017/2018 | PGE Turów Zgorzelec (PLK)         | 12 | 9  | 23,1 | 41,7% | 36,8% | 84,6% | 1,9 | 3,5 | 0,6 | 0,0 | 6,3  |